# Morfología del caballo
La morfología del caballo es, en el campo de la hipología, la descripción física externa de un caballo o de otro equino. Incluye una descripción del aspecto general del animal y el estudio de sus partes externas. Permite describir y apreciar las bellezas, defectos y defectos de un caballo. Por tanto, existe un vocabulario específico para las diferentes partes del cuerpo. La morfología no debe confundirse con la anatomía, que es la descripción de las partes internas del caballo.
El examen externo del caballo es muy antiguo. Ya Jenofonte, alrededor del 400 a. C., describió las cualidades externas que había que buscar, en su Tratado sobre equitación:

Cuando un potro aún no ha sido adiestrado, es obvio que es el cuerpo lo que hay que mirar; porque un caballo que no está montado apenas da indicios de su carácter.

La morfología es un criterio extremadamente importante en muchos campos relacionados con los caballos, en particular el registro de libros genealógicos de las diferentes razas para que estén lo más cerca posible de los criterios impuestos por los estándares, pero también en ciertas presentaciones (o shows) ecuestres, donde son juzgados por su «belleza». La morfología de un caballo también permite valorar de un vistazo su posible aptitud para diferentes deportes ecuestres que pueden verse favorecidos por una morfología específica, como el enjaezado, que es más fácil para caballos con hombros rectos, o el salto de obstáculos que favorecen a animales que poseen una parte trasera muy musculosa que les permite saltar mejor. Se ha desarrollado una terminología específica para describir el aspecto exterior del caballo, cuyo conocimiento es imprescindible para aprobar los exámenes ecuestres denominados «Galopes», y es fundamental para cualquier actividad relacionada con la cría de equinos o con la equitación en general.

## Morfología general
La morfología general es la apariencia general del caballo, que generalmente se define sobre la base de tres criterios: su altura, que puede ser mayor o menor en comparación con la media de otros caballos, su perfil y en particular el perfil de la cabeza que revela sus orígenes, y la relación entre sus proporciones (entre la altura a la cruz y el tamaño de la cintura en general). A menudo existe una estrecha relación entre el perfil observado en un animal y sus proporciones.

### Altura
La altura de los caballos es extremadamente variable. Algunos ponis no superan los 50 cm en la edad adulta mientras que los shire pueden alcanzar los dos metros de altura. La altura de los caballos se mide a la cruz, una especie de bulto en la base del cuello. Los caballos más pequeños se llaman «hipométricos» (el shetland y falabella, por ejemplo), los caballos de tamaño normal  son «eumétricos» y los caballos grandes (como el shire) «hipermétricos».

### Masa
Un caballo de silla adulto pesa de media 500 kg. El más pesado de los animales de tiro, shire, en particular, puede alcanzar hasta 1200 kg. Hay caballos ligeros, medios y pesados, el peso de los équinos está por lo general en relación con sus proporciones (longuilíneo es ligero, mediolíneo es medio y brevilíneo es pesado).

### Perfil
El perfil es un estudio de la forma general del cuerpo, comenzando por la testuz y el cuello. Algunas morfologías son específicas de ciertas razas. El caballo puede ser convexo si tiene el dorso «redondo» y la testuz convexa, rectilíneo si tiene el dorso recto y el testuz recta, y cóncavo si tiene el dorso «hueco» la testuz también hueca. Los términos subcóncavo y subconvexo designan los perfiles poco marcados, ultracóncavo y ultraconvexo designan los perfiles muy marcados.
Los perfiles de la cabeza se pueden dividir asimismo en :
- Perfil cuadrado, cuando la testuz es recta y el conjunto recto, con protuberancias óseas visibles.[1]
- Perfil chato, cuando la testuz es hueca[2]
- Cabeza de rinoceronte, si la concavidad se limita a la testuz.
- Cabeza de liebre cuando solo la frente es convexa
- Cabeza de carnero cuando solo la testuz es convexa.
- Perfil arqueado, cuando la testuz es convexa.

### Proporciones
La proporción es la impresión de conjunto que da el animal. Está relacionada con el tamaño de sus miembros en relación con la altura de su cuerpo y el ancho de su cuerpo en relación con su altura. Se utilizan tres términos específicos para referirse a esta apariencia general de un caballo.
- Longilíneo (o dolicomorfo) designa a los caballos de morfologías ligeras, caballos esbeltos, ligeros y elegantes, cuyo cuerpo es más alto que ancho y que tienen patas largas. Son caballos con amplitud de contracción, de tipo ojival con ángulos articulares abiertos. Aptos para aires largos y rápidos, estos caballos se destinan a menudo a deportes ecuestres y de resistencia, siendo ejemplos el pura sangre inglés y el Akhal-Teke.
- Mediolíneo (o mesomorfo) designa las morfologías medias o intermedias, los caballos que tienen un cuerpo un poco más alto que ancho. La mayoría de las razas de caballos de silla pertenecen a esta categoría. Su morfología los predispone a tener un equilibrio natural que les permite mantener el control de su fuerza y moverse bajo el peso del jinete garantizando su seguridad.
- Brevilíneo (o braquimorfo), caballos robustos con cuerpo redondo, patas que parecen cortas, músculos voluminosos, líneas cortas y ángulos articulares cerrados. Son caballos de intensa contracción, con el pecho muy abierto. Son grandes y pesados. Se dice que son muy útiles. Generalmente son caballos de tiro (como las ardenner) o ponis muy rústicos. Tienen buenas aptitudes para cargar y tirar, y trabajan principalmente al paso. Su hombros verticales puede acomodar un arnés. Llevan el cuello hacia abajo, lo que puede desequilibrarlos hacia adelante y hacerlos más capaces de tirar de cargas por el juego de su propio peso.

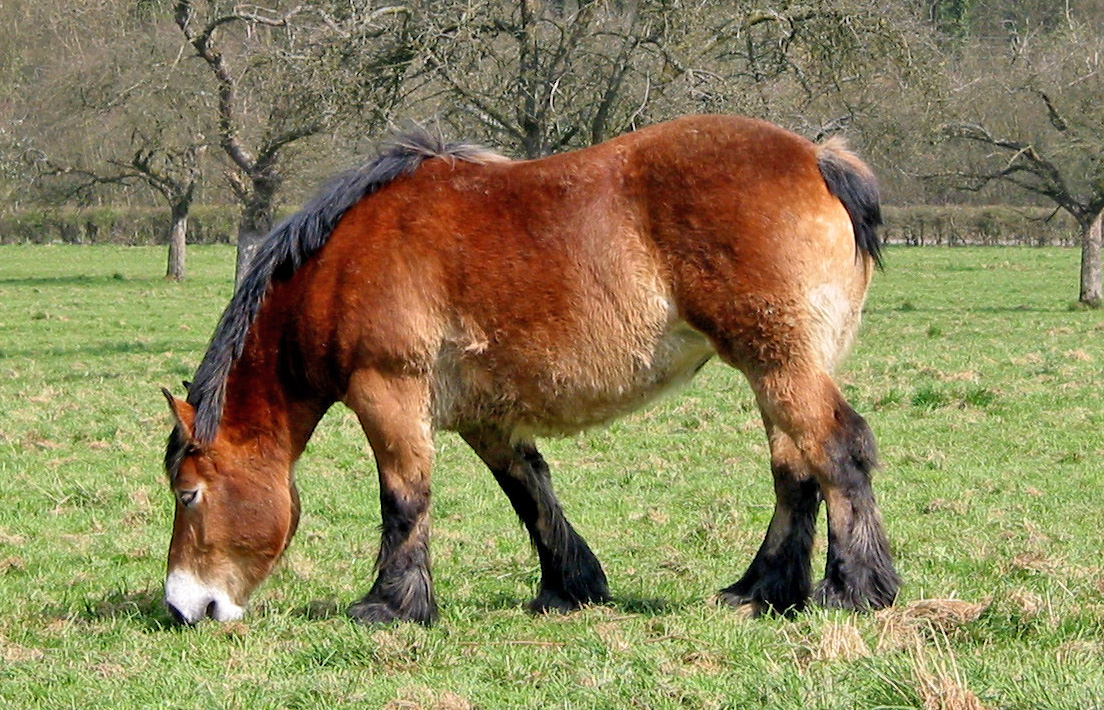
Un caballo de las Ardenas, brevilineo.
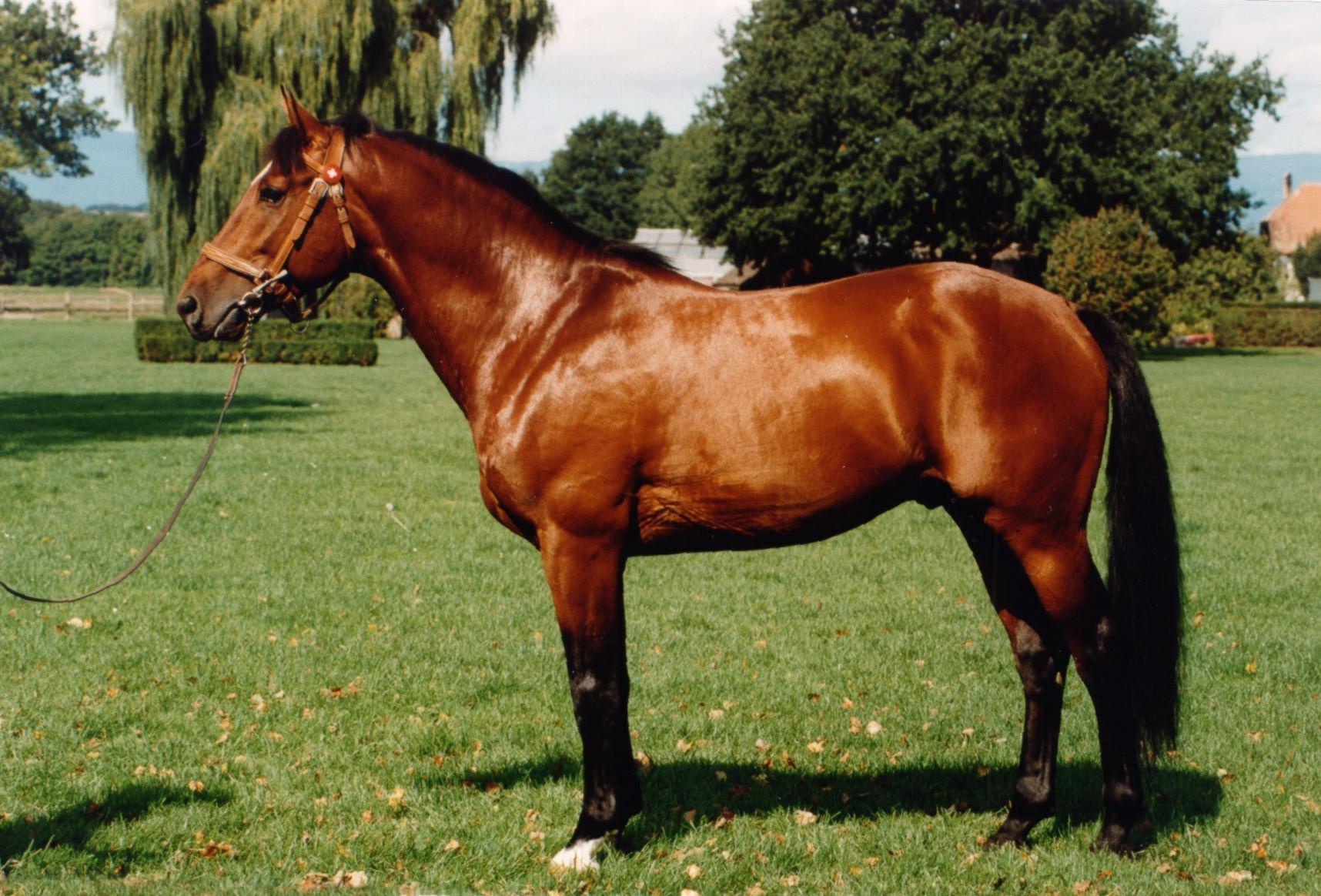
Un Franches-montagne, un caballo mediano.
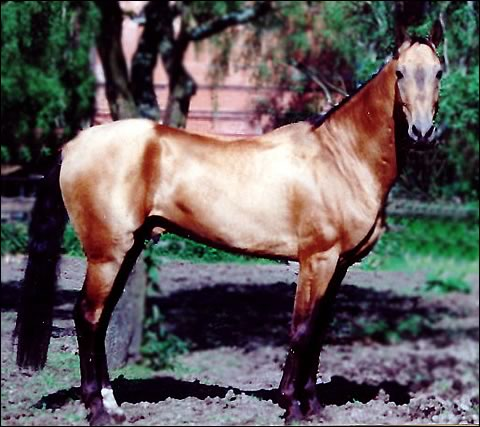
Un Akhal-Teke, un caballo delgado.

## Posición de las zonas del cuerpo
Por convención, el caballo consta de tres partes externas principales: parte delantera, cuerpo y parte trasera cuartos traseros. El estudio de las partes externas es la parte de la hipología que enseña a describir y apreciar las bellezas, defectos y taras de un caballo. Por tanto, existe un vocabulario específico para las diferentes partes del cuerpo del caballo.

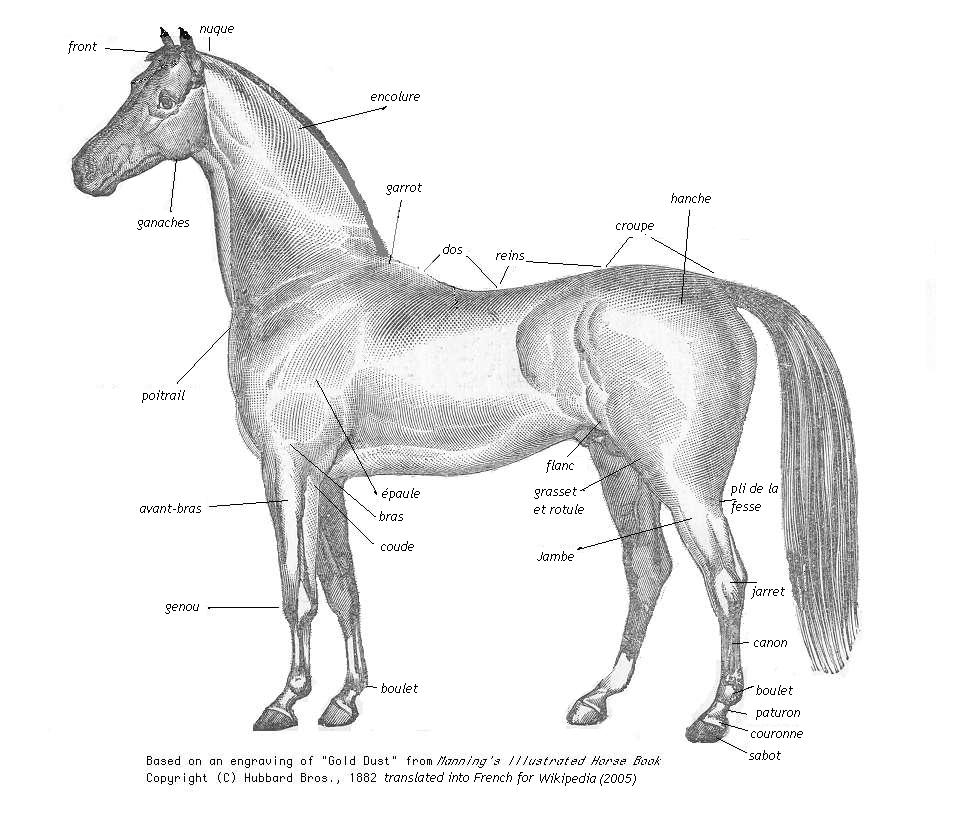
Diagrama de partes externas.

### Delante de la mano (parte delantera)
La parte delantera es la parte del caballo que está delante del jinete cuando está en la silla. Está está formada por la cabeza, el cuello, los hombros y las extremidades anteriores. Recibe las indicaciones de las ayudas superiores y da la dirección del movimiento. Elevar la parte delantera contribuye al equilibrio del caballo de escuela y de combate. Es inseparable de la bajada de la parte trasera, de la cual es la consecuencia. Por el contrario, su extensión provoca el alargamiento de los pasos y el desplazamiento del centro de gravedad del caballo y del jinete hacia adelante.

#### Cabeza

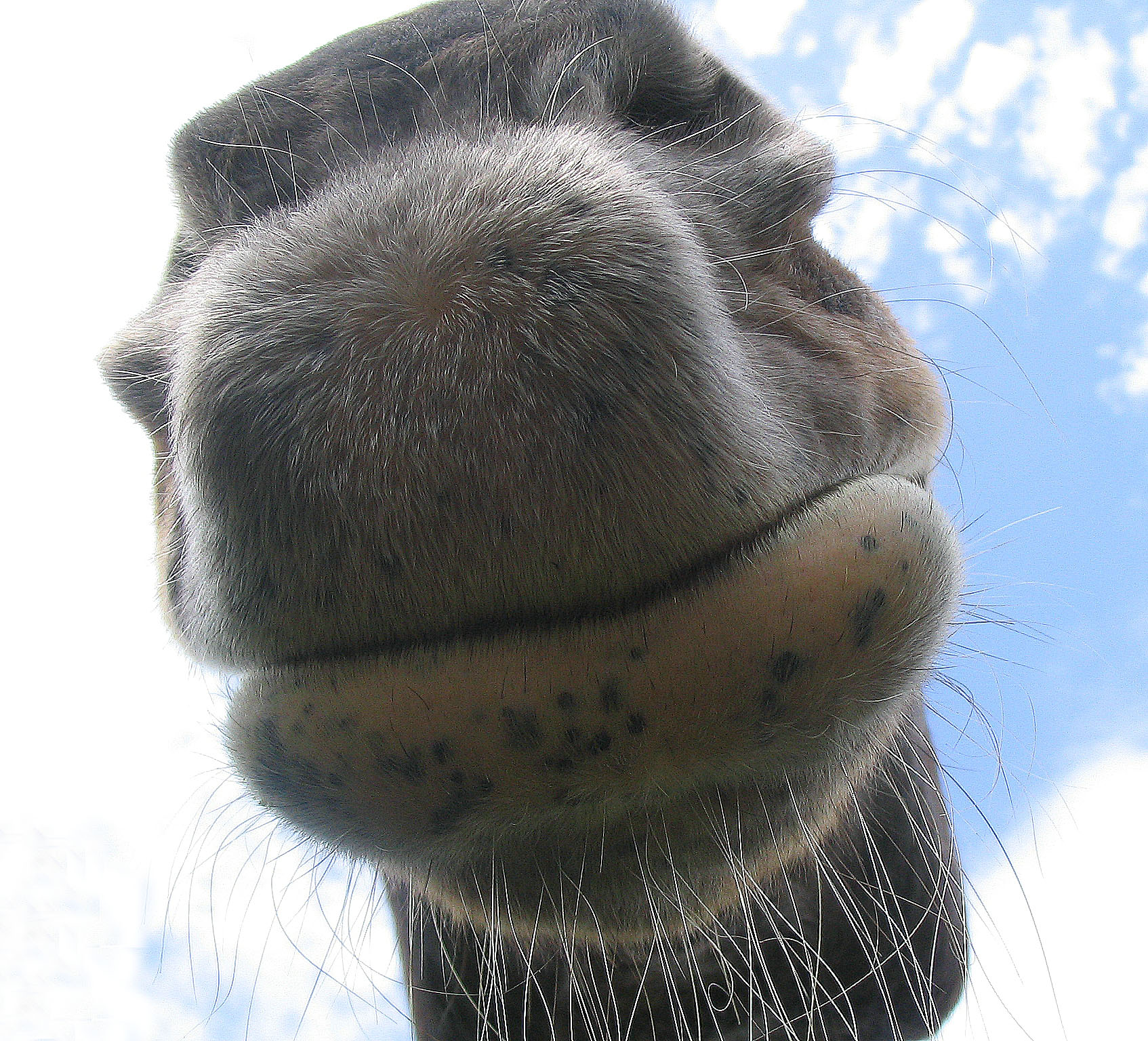
Primer plano de los labios de un caballo

- Parte superior: orejas, cuello, mechón.
- Parte delantera : frente, hocico, punta de la nariz.
- Parte lateral: parótida, sien, trinquete, salero, pestañas, ojo, párpado, mejilla, proceso o cresta cigomática (hueso que permite al jinete agarrar fácilmente la cabeza del caballo), nariz.
- Parte posterior: garganta, ganache, comedero, mentón, barba.
- Parte inferior: boca, labio superior, labio inferior, comisura de los labios, dientes, encías, barras, lengua, canal, paladar.

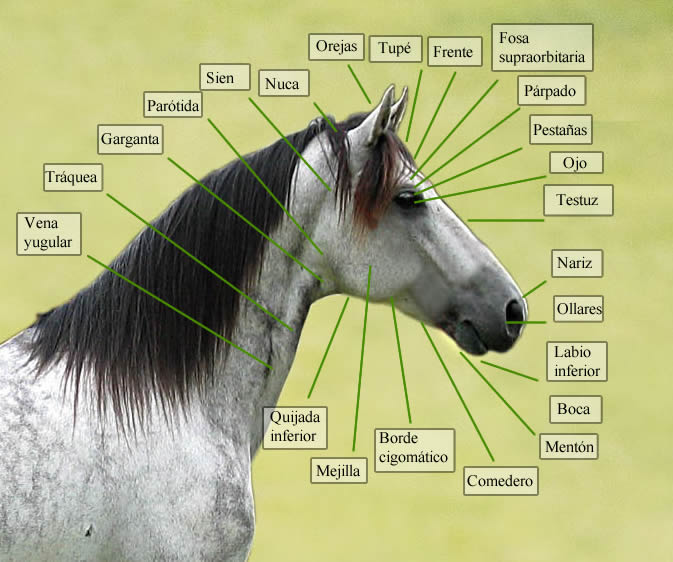
Anatomía de la cabeza del caballo

La cabeza vista de perfil puede ser cóncava, rectilínea o convexa (arqueada). Los caballos árabes son famosos por su perfil cóncavo, mientras que los shire suelen tener un perfil convexo.

#### Cuello
El cuello del caballo está cubierto por la crin. La vena yugular se encuentra en el cuello, junto con la tráquea.

#### Extremidades anteriores
Hombro, punta del hombro, brazo, codo, punta del codo, antebrazo, rodilla, flexión de la rodilla, caña, tendones, espejuelo, menudillo, cuartilla, pliegue de la cuartilla, espolones y sus barbas, corona, talón, mano, pezuña. El nombre «rodilla», aunque de uso frecuente, es morfológicamente falso ya que esta articulación de las extremidades anteriores es la del carpo, correspondiente a la muñeca en humanos. La articulación está formada por ocho huesos carpianos.

### Cuerpo
El cuerpo es la parte del caballo que está debajo del jinete cuando está en la silla.
El cuerpo está formado por:
- cruz, dorso, riñones, pecho, axilas, costillas, cinchera, flancos, vientre, región inguinal, ano, perineo, maslo y cola ;
- genitales del caballo: la vulva y las ubres para la yegua, el pene, los testículos y la vaina para el semental.

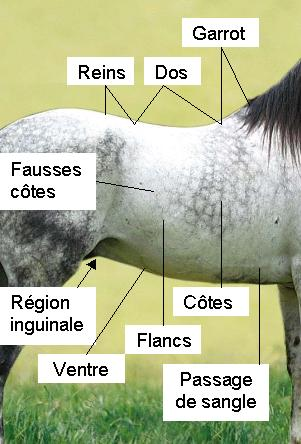
Diagrama de las partes externas del cuerpo.

### Parte trasera
La parte trasera es la parte del caballo situada detrás de la silla. Se compone de:
- riñones, grupa, caderas;
- extremidades traseras:
  - muslo, nalga, pliegue de las nalgas, punta de las nalgas, babilla, pliegue de la babilla, pierna, corvejón, articulación del corvejón, caña, pliegue de la caña, punta de la caña, tendones, espejuelo, menudillo, espolones y sus barbas, cuartilla, pliegue de la cuartilla, corona, talón, pie, pezuña.

Los cuartos traseros hundidos provocan aculamiento o retroceso, los cuartos traseros aplomados le impiden recular, la parte trasera adecuadamente bajada y plegada permite la reunión y la distensión de la energía en el movimiento hacia adelante. La parte trasera baja permite la máxima velocidad al galope.

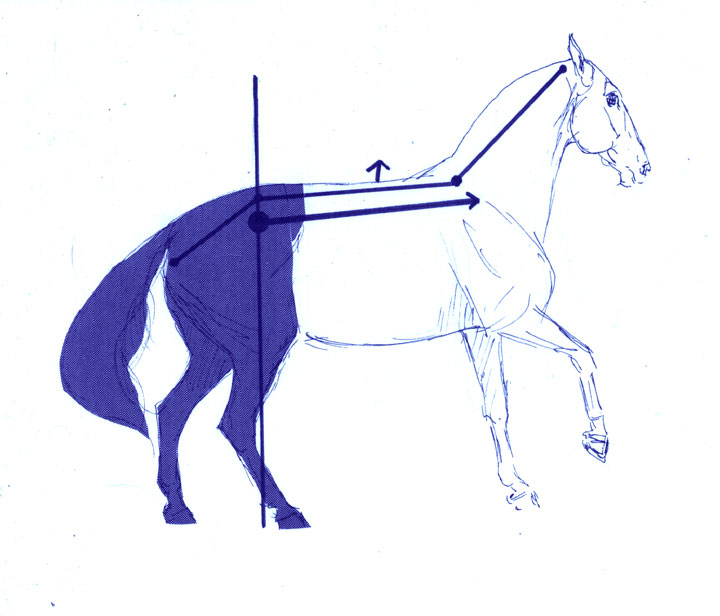
La parte trasera aparece en este diagrama en azul.

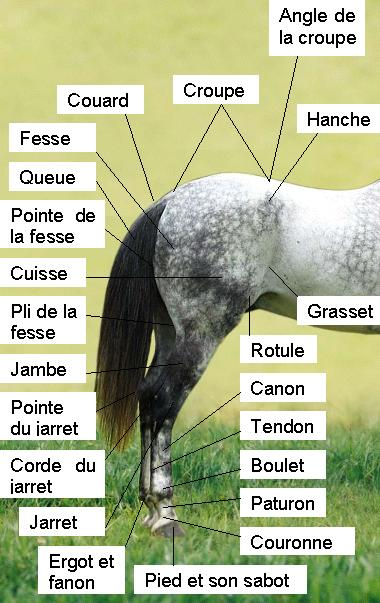
Diagrama de las partes externas del cuerpo.

## Detalle de las partes del cuerpo

### Parte delantera
Cuello
Algunas razas de caballos están dotadas de un cuello grueso, como la Pura Raza Española; otras tienen un cuello delgado, como el Akhal-Teke.
Cruz
La cruz es un área del dorso ubicada en la base del cuello y en la vertical de los hombros. La distancia entre la cruz y el suelo, llamada «alzada», es el estándar de altura en el caballo. La cruz es sensible.

### Cuerpo
Dorso
El dorso es una parte esencial en la morfología del caballo, que además es muy frágil. Siendo el caballo un animal domesticado, la naturaleza no previó que su dorso algún día tendría que soportar el peso de un jinete. Por tanto, la conformación del lomo es importante en cualquier caballo destinado al trabajo y a la equitación. El caballo puede tener un dorso largo o corto. El dorso ahuecado es una patología que indica una musculatura insuficiente, que provoca dolor y dificultad de desplazamiento, y que se puede ver fácilmente por el hecho de que las vértebras sobresalen. Se dice que los caballos afectados por ella son «ensillados». El hundimiento del dorso se produce generalmente en caballos más viejos y con mayor frecuencia en aquellos con dorso largo o que no trabajan lo suficiente. En contraste, a una espalda convexa se la llama «dorso de carpa» o «dorso de mula». La impulsión se transmite, pero sin flexibilidad, la marcha es entrecortada, lo que resulta en un caballo incómodo y expuesto a lesiones por la silla de montar.
Las patologías del dorso pueden llevar al caballo a defenderse u obstaculizar su trabajo poniéndolo rígido. En casos extremos, es posible que el caballo no pueda caminar sobre suelos duros.
Existen varias soluciones para el tratamiento y fortalecimiento del dorso del caballo, siendo la más común hacerlo trabajar adecuadamente a la cuerda o pie a tierra. Los profesionales de la salud equina, como los veterinarios, tratan los casos más graves con técnicas como la mesoterapia, la osteopatía equina y diversos y otros que se han especializado en el tratamiento de patologías del dorso caballo.

### Parte trasera
Grupa

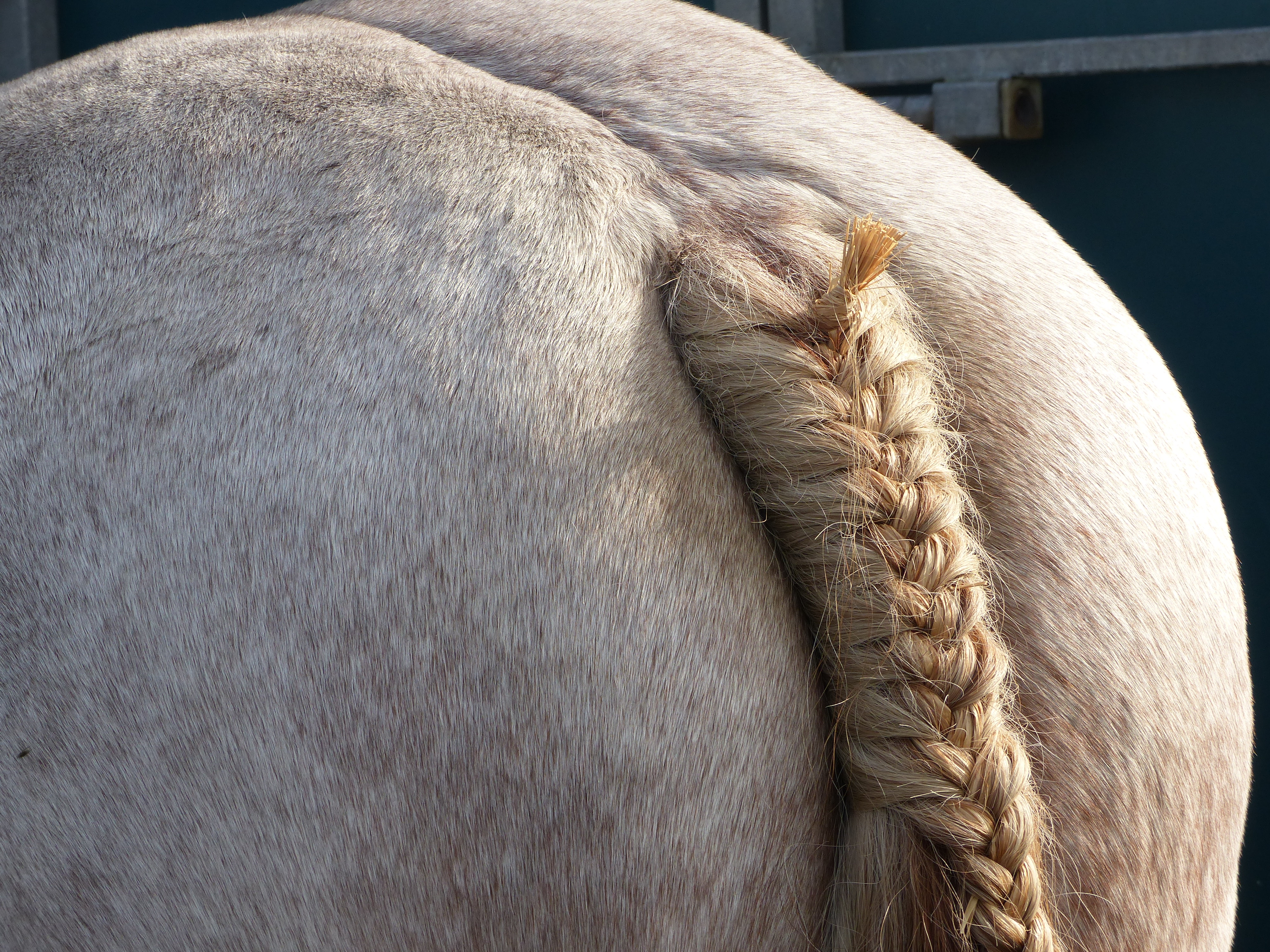
Grupa de un caballo de tiro, con su cola

La grupa es la parte trasera del caballo, que corresponde a las nalgas en los humanos.
Cola
La cola del caballo, como su crin, está hecha de pelo. Se utiliza para expresar sus emociones y para cazar insectos. Desde el1er de janvier de 1996 , está prohibido cortar la cola en los caballos nacidos en Francia .

### Extremidades
Espejuelo
Un espejuelo es una excrecencia córnea en la cara interna de las extremidades, ubicado por encima de la rodilla para las extremidades anteriores y por encima del corvejón para las extremidades posteriores. El espejuelo es un vestigio del quinto dedo, dedo que desapareció durante la evolución de los equinos .
Caña
La caña es la parte de la extremidad del caballo ubicada entre el menudillo y la rodilla para las extremidades anteriores, y entre el menudillo y el corvejón para las extremidades posteriores. Pueden protegerse con protectores o vendas en el trabajo y con vendas de descanso en el box.
Menudillo
El menudillo es la articulación en la parte inferior de las patas del caballo, situado entre la cuartilla y la caña. Es donde se originan las barbas.
Cuartilla
La cuartilla se encuentran justo encima de la pezuña, entre el menudillo y la corona. En la parte posterior de la cuartilla del caballo se encuentras las barbas
Barbas

Las barbas son pelos rígidos ubicados por encima del casco y detrás del pie del caballo. Son más o menos abundantes según la raza del animal, y generalmente muy abundantes en los caballos de tiro. Las barbas actúan como un canalón para deslizar el agua que fluye por las extremidades del caballo hasta el suelo y no hasta el nivel de las cuartillas, que podría crear heridas llamadas «fisuras».

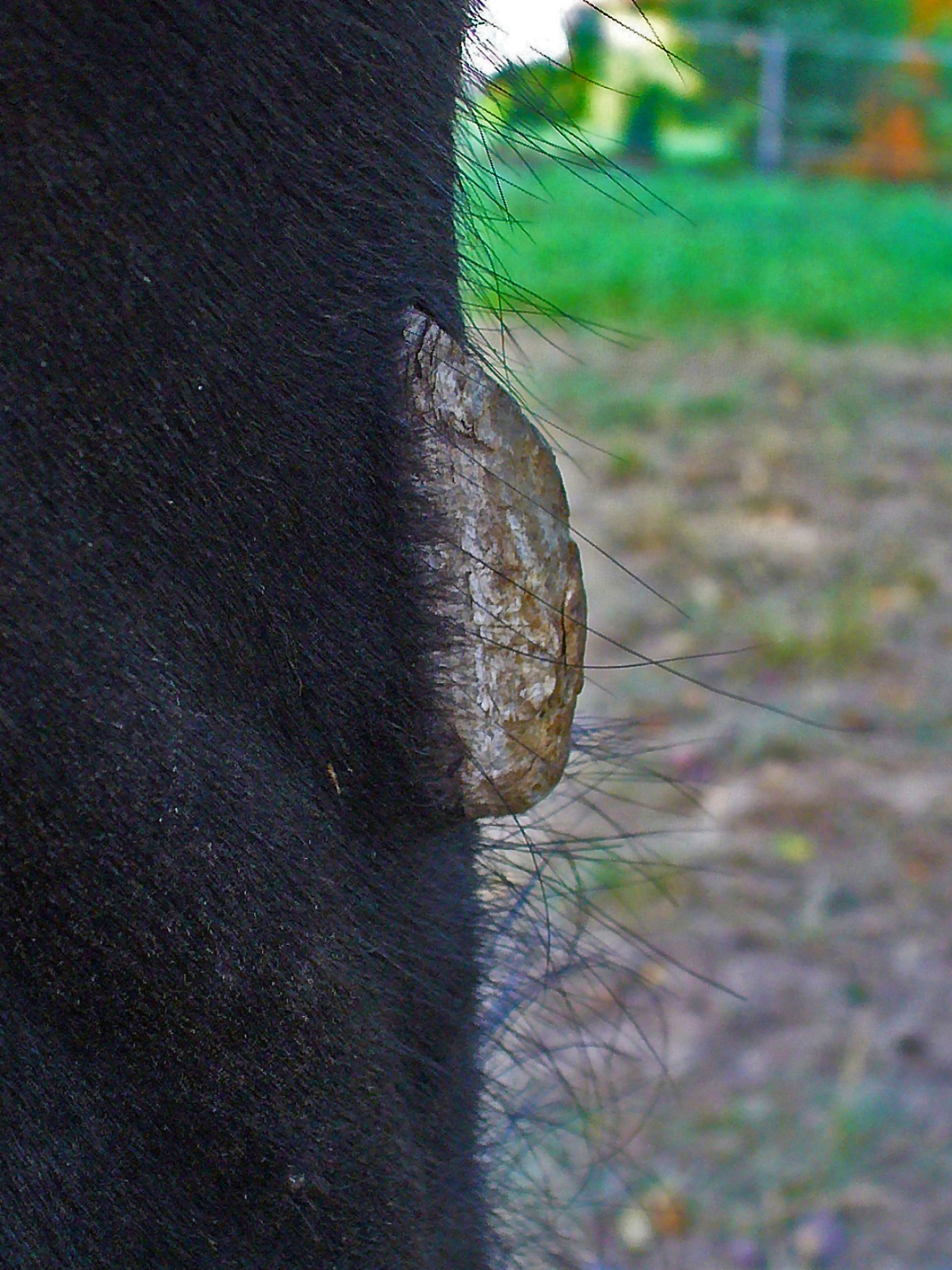
Espejuelo
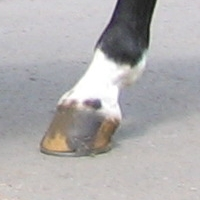
Menudillo y cuartilla
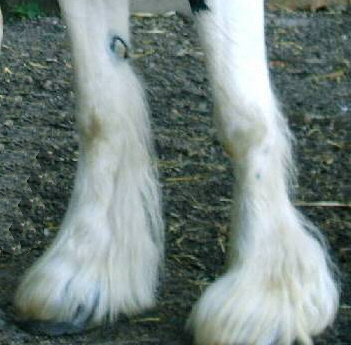
Barbas de un caballo de tiro

#### Manos y pies

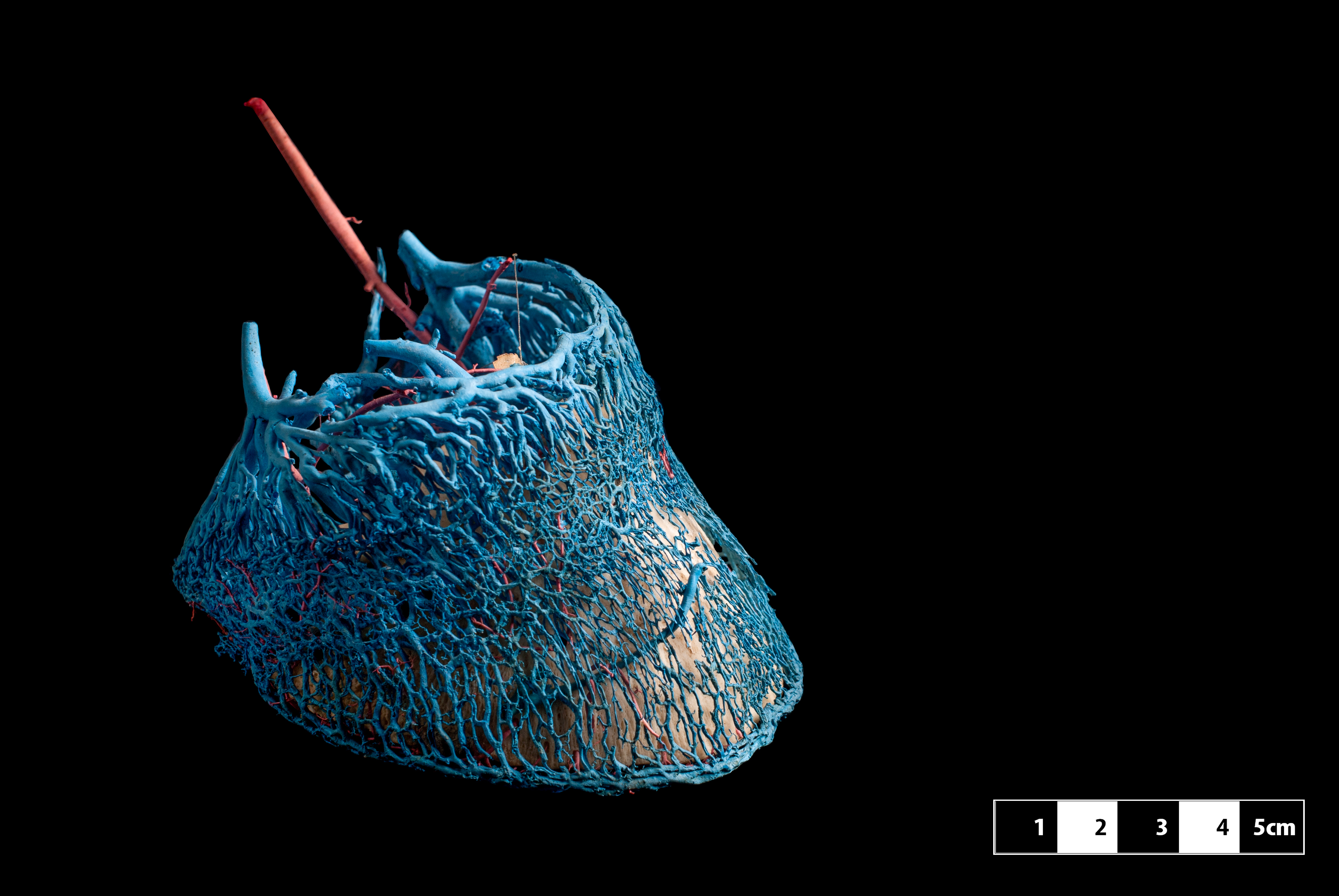
Arquitectura vascular del pie de un caballo.

Las manos (extremidades anteriores) y los pies (extremidades posteriores) son los extremo de los miembros del caballo. Los otros miembros del género Equus, asno y cebra tienen la misma morfología de manos y pies, que los distingue de sus ancestros équidos. Es un elemento esencial de la locomoción que justifica plenamente la expresión «sin pie no hay caballo». El caballo es un perisodáctilo, con un número impar de dedos, en este caso solo uno, cuyo peso corporal es sostenido por el dedo medio. En anatomía comparada, el pie del caballo corresponde, por tanto, a las dos últimas falanges del dedo medio de la especie humana.

#### Taras
Las deformaciones que aparecen eventualmente en las extremidades del caballo se denominan «taras». Pueden ser temporales (después de una lesión, por ejemplo) o permanentes. Se hace una distinción entre taras duras y blandas. Las taras duras son deformidades óseas: hablamos de subrehuesos cuando se encuentran en la caña, y de esparavanes o corvas cuando se encuentran en el corvejón. Son permanentes. Las taras blandas son bolsas de líquido que aparecen como resultado de un trauma. Hablamos de inflamaciones cuando se encuentran en el jarrete, de mollete en el menudillo, de bursitis en el extremo del menudillo y de higroma en la rodilla.

## Vínculos entre morfología y carácter
Desde la Antigüedad, Jenofonte advierte de que la personalidad del caballo está ligada a la posición de los orejas sobre la testuz, mientras que las distribuidas por el cuerpo reflejan el equilibrio morfológico del caballo y, con ellas, las fortalezas y debilidades de su carácter. Incluso hoy en día, los nómadas mongoles, los gitanos y los beduinos juzgan a un caballo según estos signos. Algunos profesionales del mundo ecuestre se hacen eco de estas observaciones, como Linda Tellington-Jones, que cree que un perfil de cabeza recta denota un caballo de naturaleza simple, un perfil chato, sensibilidad o timidez, y un perfil curvo, audacia. Así, los caballos con un perfil convexo serían tercos y torpes.

## Bellezas y defectos
La belleza del caballo se aprecia en relación con su adaptación a su función o al servicio al que está destinado. Más allá de la estética, se aprecia en relación con su uso. Así, un caballo con un físico que lo predisponga a saltar será calificado como un «modelo armonioso de obstáculo», un caballo que tiene una estructura proporcionada será descrito como un «hermoso modelo de silla», y un hermoso y poderoso caballo de tiro, de «poderoso modelo de de tiro».
Hay dos categorías de belleza ː
- las «bellezas absolutas» que son adecuadas para todos los usos, principalmente que tienen tejidos densos, articulaciones anchas y bajas y aplomos regulares;
- las «bellezas relativas» que son adecuadas para ciertos usos como el hombro oblicuo para galopadores y el hombro derecho para caballos de tiro.

Los defectos son imperfecciones físicas que perjudican el servicio del caballo y lo deprecian. Se dice que son «absolutos» cuando perjudican todos los usos, como aplomos irregulares o malos pies.
Distinguimos:
- defectos congénitos, que afectan al caballo desde el nacimiento;
- defectos adquiridos debidos al desgaste o a un accidente.

Ningún caballo es perfecto. Las bellezas y ciertos puntos de fuerza a menudo vienen a compensar defectos menores. El juicio final debe incidir en la armonía del conjunto, que prima sobre los detalles.

### Cabeza
Una hermosa cabeza es piramidal, ancha en la frente. Debe ser expresiva. Las orejas, cortas y móviles, ayudan a detectar el carácter del caballo.
La testuz ancha indica un caballo resistente, los ollares abiertos permiten un paso de aire importante, indispensable para la ventilación de los pulmones. Los ojos dan indicaciones sobre el carácter. Los hermosos ojos son dulces y bien abiertos.
Un caballo de comedero apretado, con quijada espesa y nuca corta, no está predispuesto para la doma, porque no se puede desplazar correctamente. La puesta en mano se verá facilitado por un surco parotídeo grande y ahuecado que une la cabeza al cuello.

### Cuello

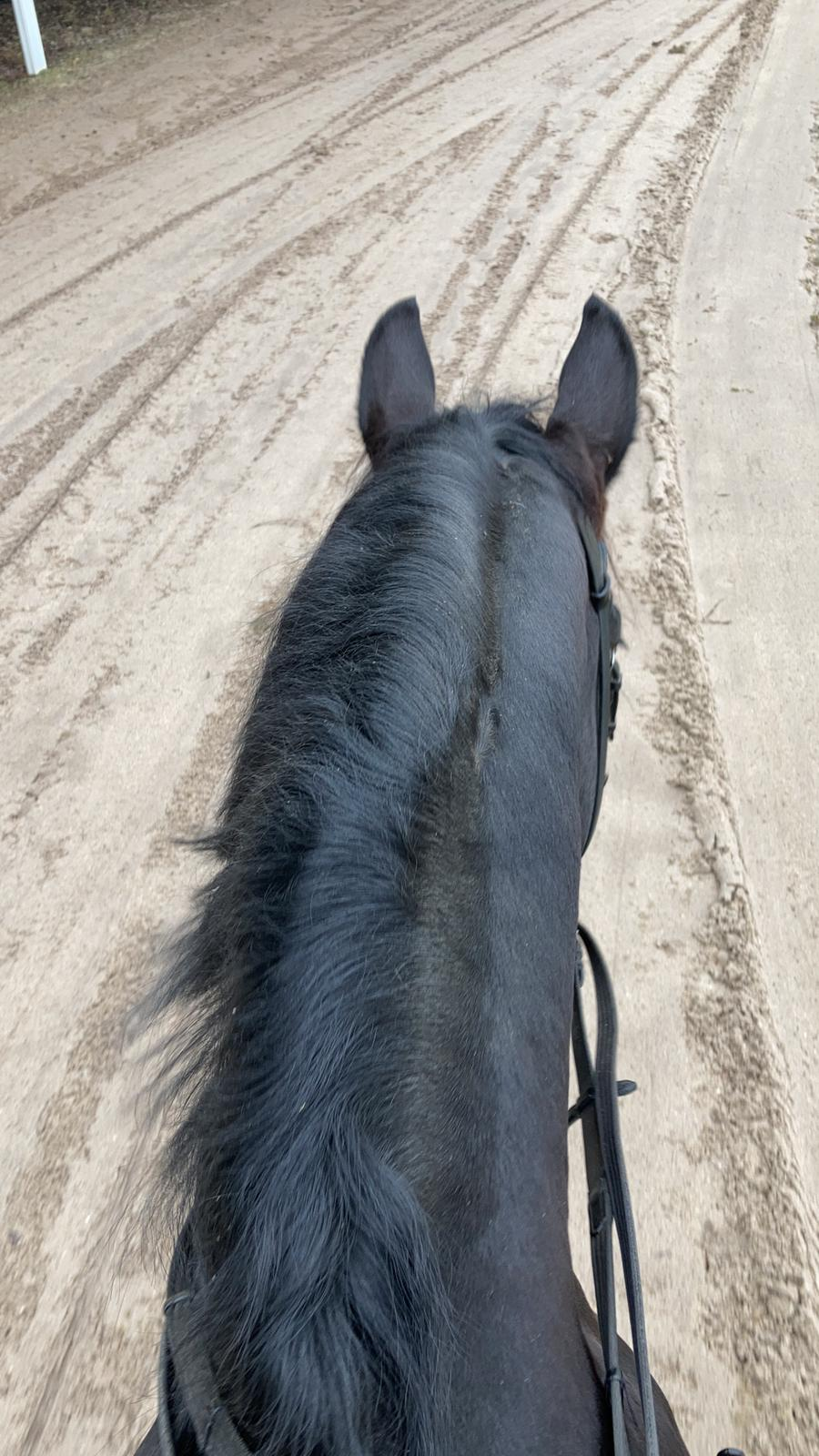
El cuello de un caballo de deporte, visto desde el punto de vista del jinete.

El cuello del caballo deportivo, que le sirve como balancín y le permite la dirección, debe ser largo y recto con un borde superior rectilíneo. Solo las vértebras Atlas y Axis son móviles y solo permiten la flexión de la cabeza en la línea del cuello a la altura de la nuca. No debe presentar una transición brusca con el tronco, ser ancha en su parte inferior que alberga la tráquea; solo una tráquea gran calibre permite una buena ventilación pulmonar.
La ubicación del cuello influye en la distribución del peso. De su conformación y flexibilidad dependen el poder ramalear el caballo. Si su curvatura no es natural, su forzamiento provoca la contracción del caballo en su conjunto.
El cuello del caballo de silla o de carreras debe ser largo, mientras que el del caballo de tiro puede ser corto y grueso.
Un cuello arqueado, con un borde superior convexo, lleva al caballo a encapotarse. Un cuello invertido cuyo borde superior es cóncavo, denominado «cuello de ciervo», dificulta la conducción, con caballos pesados en la mano y en los hombros, e inadecuados para el salto de obstáculos y el enganche. Llamamos «cuello de cisne» a un cuello largo, invertido en la base y encorvado en su parte superior. Este tipo de cuello revela una falta de fuerza muscular.
El «golpe de hacha» es una depresión delante de la cruz.
La cabeza y el cuello forman juntos el balancín del caballo y, como tal, deben actuar comodamente para permitirle realizar cualquier movimiento de manera armoniosa.

### Cruz
La cruz debe ser delgada, alta, musculosa en su base y prolongada hacia detrás para permitir encinchar correctamente y colocar adecuadamente la silla, ligeramente hacia atrás, liberando los hombros. El caballo de silla tiene apófisis de la cruz largas, que constituyen un punto de fuerza. La elevación de la cruz permite la ligereza de la cabeza y del cuello. El caballo de tiro tiene una cruz corta incrustada en la masa muscular.

### Aplomos
El colocación y la orientación de las extremidades del caballo se denominan «aplomos». Se dice que los aplomos son «regulares» cuando las extremidades son paralelas entre sí cuando vistas de frente y verticales cuando vistas de perfil. La calidad de los aplomos se juzga en un terreno plano, parado primero y luego en movimiento. En marcha, las extremidades deben avanzar sin desviarse hacia adentro o hacia afuera; el pie no debe girar cuando se posa. Los aplomos defectuosos alteran prematuramente la locomoción del caballo. Sin embargo, un herrador ortopédico puede corregir ciertos aplomos defectuosos.

#### Cuartos delanteros
El hombro comienza desde la parte superior del scapulum y va hasta la punta del hombro. En el caballo de silla, debe ser largo para tener la mayor superficie muscular posible, y oblicuo para acortar la línea superior y alargar la línea inferior, lo que permite pasos amplios y un caballo equilibrado. En general, un caballo con un hombro largo e inclinado tiene un pecho profundo y una cruz bien extendida. Por el contrario, el del caballo de trabajo debe ser recto para mejorar la sujeción del cuello.
La longitud del brazo se mide desde la punta del hombro hasta el codo. El del caballo de silla debe ser largo y musculoso para permitirle tener una amplitud satisfactoria y extender sus zancadas. Debe estar cerca de la vertical. Si el brazo del caballo es demasiado corto, le falta estiramiento. Un caballo con «codos hacia atrás» tiene un hombro vertical y un brazo horizontal. Los codos pegados al cuerpo o demasiado separados provocan pies estevados o valgos. El equilibrio y la aptitud para el salto de obstáculos dependen de la apertura del ángulo escápulo-humeral. El antebrazo, que va desde el codo hasta la rodilla, debe ser largo y musculoso. Solo un antebrazo vertical asegura un equilibrio correcto.
La rodilla debe ser neta, densa, ancha, bien dirigida y libre de marcas de lesiones que puedan indicar una falta de equilibrio, de modo que el caballo acabe cayéndose. Actúa como bisagra y amortiguador.
La caña debe ser corta, ancha y vertical. Colocados detrás, en el surco formado por los metacarpianos laterales, los tendones deben ser netos, limpios y visibles. Un caballo que «bracea» generalmente tiene una caña larga y un antebrazo corto. La  caña puede presentar sobrehuesos que son detectables al tacto y que pueden causar cojera.
Ancho y espeso, el menudillo debe ser netos, mostrando sus contornos óseos y cordones tendinosos. Se dice que un caballo está «derecho sobre sus menudillos» o «puntiagudo» cuando el ángulo del menudillo es demasiado abierto. Se dice que es «pando» cuando sus menudillo salen hacia adelante de la línea de aplomo.
La cuartilla y la corona deben ser netas y voluminosas. Una cuartilla larga es a menudo de «articulaciones bajas», por lo que el caballo está predispuesto a problemas de tendones. El caballo «corto y recto», con la cuartilla corta y vertical, tiene un paso incómodo y a menudo fatiga ósea. Por el contrario, un caballo con «articulaciones largas y bajas» es naturalmente cómodo pero tiene tendones que trabajan más.
El pie debe estar en proporción a la corpulencia del caballo. Su casco debe ser liso. A menudo, sus defectos pueden corregirse con accesorios adecuados. Se dice que el pie es «topino» cuando los talones permanecen en el aire y la suela no está en contacto con el suelo cuando la extremidad está apoyada.
De frente, las aplomos de las extremidades delanteras son rectas cuando la línea vertical que pasa por la punta del hombro divide la parte inferior de la extremidad en dos partes iguales. De perfil, la vertical que pasa por el tercio del hombro debe dividir el miembro en dos partes iguales y quedar un poco por detrás de los talones.

#### Cuartos traseros
El muslo debe ser largo y musculoso.
La pierna, comprendida entre el muslo y el corvejón, debe ser fuerte, ancha y densa. La de un caballo de velocidad debe ser larga y no muy oblicua.
El corvejón debe estar desarrollado y sus protuberancias óseas y sus contornos, visibles. Debe ser ancho desde el pliegue hasta la punta y denso para ser fuerte. La vertical que pasa por la punta del corvejón debe pasar por la punta del glúteo y seguir la línea del tendón. Si el ángulo formado por la caña y la pierna es muy abierto, el corvejón es recto lo que favorece la velocidad. Los de pura sangre son generalmente altos y rectos.
Un caballo que «carece de gemelo» tiene una pierna delgada. Si es demasiado oblicuo, la flexión se reduce y el caballo tiene dificultades para emplear los cuartos traseros. El caballo está «debajo» cuando la pata corta envía el corvejón hacia adelante, y está «plantado» cuando envía al caballo hacia atrás. Se dice que los corvejones son «ganchudos» si el ángulo de apertura del corvejón no es muy abierto. Se dice que están «cerrados» cuando se juntan las puntas. Se dice que el corvejón apretado en su base está «estrangulado».
Desde atrás, los aplomos de los posteriores son rectos cuando la línea vertical que pasa por la punta de la nalga divide la extremidad en dos partes iguales. De perfil, la vertical que pasa por la punta del glúteo debe unirse a la punta del corvejón, luego seguir los tendones y caer un poco detrás de los talones.

#### Base de sustentación
La base de sustentación es el espacio comprendido entre las extremidades de los cuatro pies. Cuanto más longilíneo es el modelo del caballo, más extensos son sus gestos; cuanto más brevilíneo sea, mejor dispuesto estará a los movimientos laterales. Es preferible que el caballo de velocidad sea longilíneo y el caballo de escuela o de combate sea brevilíneo.

#### Principales irregularidades al marchar
El caballo patizambo al marchar tiene las extremidades hacia afuera y está predispuesto a cortarse. Es valgo y gira el pie hacia afuera al levantarlo. Se dice que sus corvejones son vacilantes. El caballo «cruza» cuando sus pies se posan uno frente al otro con el riesgo de tocarse. Se toca cuando una extremidad golpea a otra y se «corta» cuando eso causa una lesión. Tiene la herradura de una pata trasera que golpea la herradura de otro. El caballo que raspa el suelo lo toca regularmente con la punta del casco, arrastrándolo.

#### Defectos de los aplomos en los anteriores
Un caballo plantado de delante muestra, por tanto, signos de fatiga, de desgaste o de sufrimiento. Asimismo, el caballo «brazicorto», cuya rodilla está desde el nacimiento por delante de la línea de aplomo, muestra signos de fatiga, aunque este defecto es de poca importancia. Esta conformación tiende a hacerlo tropezar, pero los tendones se cansan menos.
El caballo «bajo la masa» delante tiende a estar sobre los hombros y a tropezar. Cuando la rodilla está hueca, se fatiga de los tendones flexores.
El caballo abierto de delante es sólido, pero tiende a balancearse a un lado y otro. Un caballo apretado de delante cruza las extremidades al marchar y corre el riesgo de lesionarse.
Se dice que el caballo es «patizambo» cuando la parte inferior de la extremidad, comenzando desde la rodilla o el corvejón, se gira hacia afuera. En ese caso, su apoyo es incierto.
Cuando las extremidades están completamente hacia adentro, con los codos hacia afuera, se dice que el caballo es «valgo». Este defecto es menos grave que el del caballo patizambo.
Llamamos «rodilla de buey» la rodilla metida, que da un mal equilibrio de los menudillos, lo que puede resultar molesto.
Las rodillas del caballo arqueado están desplazadas hacia adelante de la línea de aplomo. Este defecto es el resultado de un trabajo duro y un desgaste prematuro.

#### Defectos de aplomo de los posteriores
Cuando el caballo es demasiado abierto de los cuartos traseros, hay poco problema, excepto la falta de elegancia del animal. Por otro lado, cuando es demasiado cerrado, los pies pueden tocarse y lastimarse.
Muchos caballos son patizambos de atrás, lo que es un defecto menor.
Cuando las puntas de los corvejones se desvían hacia afuera con los pies girados uno hacia el otro, el caballo es patizambo de los posteriores. Sus pies pueden cruzarse y lesionarse. Cuando las puntas de los corvejones están juntas y los pies en el eje, el caballo tiene los corvejones cerrados, lo que ralentiza su paso. Cuando los corvejones están demasiado abiertos, los corvejones solos se separan, quedando los pies en el eje, lo que es un defecto menor pero genera riesgo de alcance.

### Cuerpo

#### Línea superior
La línea superior corresponde a la columna vertebral, comienza en la cruz e incluye el dorso y el lomo. Es el eje medio del caballo al que están conectadas todas las demás partes del animal. Es el agente de transmisión de fuerzas de los cuartos traseros a los cuartos delanteros y viceversa. Debe ser ligeramente cóncava y horizontal. La línea superior del caballo de silla debe ser más bien larga que demasiado corta y siempre lo bastante fuerte como para llevar a un jinete. El caballo «en subida», es decir con la punta de las caderas más baja que la cruz, es ligero y equilibrado.
El dorso, que conecta la parte delantera con la trasera, se encuentra entre la cruz y el lomo y está formado por las últimas diez vértebras dorsales. Debe ser recto, ancho, musculoso y fuerte. Debe verse grande en comparación con el lomo.
El lomo debe ser ancho y corto. Se dice que está «bien adherido» cuando su enlace con la espalda y la grupa no presenta ningún ángulo o depresión. Es flexible y debe doblarse cuando se lo pellizca.
Cuando el dorso y la cruz son cortos, las cuatro extremidades están cerca y el caballo es propenso a golpearse las herraduras alcanzarse. El caballo «en bajada», es decir con la punta de las caderas más alta que la cruz, es apto para la velocidad pero carece de equilibrio, especialmente en terrenos irregulares. Un caballo con un lomo ensillado y hueco difícilmente se puede utilizar. Un dorso denominado «de carpa» o «de mula» tiene unos aires entrecortados. El caballo con un lomo demasiado corto tiene acciones rígidas y torpes.

#### Pecho
Medido desde la parte superior de la cruz hasta el esternón, el pecho debe ser alto, normalmente ancho y, medido desde la punta del hombro hasta la última costilla, profundo. El pecho del caballo de carreras, construido para la velocidad, es puntiagudo; el del caballo de tiro, redondo. El pecho del caballo de silla está en el término medio medio. Sus costillas son largas y ceñidas; las últimas costillas deben ser profundas. Una bella zona de la cincha de correa está lejos de los codos y bien definida.
Cuando el pecho es ancho y los hombros demasiado separados, el caballo tiene dificultad para cambiar de pie al galope y carece de movilidad lateral. Las costillas cortas y el dorso largo convierten hacen al caballo cilíndrico, difícil de mantener ensillado. El caballo «carece de profundidad» cuando las costillas son planas y el pecho estrecho.

#### Vientre
El vientre sigue al pecho y está ubicado en la parte inferior del abdomen. La línea del vientre es curva y debe hundirse gradualmente en los flancos. El flanco debe ser corto y animado por los movimientos regulares y profundos de la respiración del animal.
A un vientre voluminoso se lo llama «barriga de vaca» o «caído». No es muy estético y revela que al caballo no tiene buena condición. Los caballos nerviosos, desnutridos o sobreadiestrados «carecen de tripa» y tienen vientres «de galgo». La observación del flanco permite detectar un problema respiratorio, como el enfisema.

#### Genitales
Ambos testículos de los machos enteros son visibles. Las yeguas de cría deben tener ubres bien desarrolladas.
Se dice que los testículos «no han bajado» cuando no son visibles y han permanecido en la cavidad abdominal. El caballo tiene criptorquidia. Es monorquídeo cuando tiene un solo testículo.

#### Cola
Para tener elegancia y una buena presencia, el caballo debe tener la cola alta. Un buen emplazamiento de la cola denota temperamento y energía.

### Parte delantera
Empuja la masa hacia adelante y recibe indicaciones de las ayudas inferiores..

### Parte trasera
Es de los cuartos traseros de donde viene el ímpetu y la distensión. La parte trasera del caballo de silla deben ser ancha. Debe poder plegarse y bajar para permitir que la reunión y la relajación para permitir el movimiento hacia adelante.
La parte trasera hundida provoca «aculamiento». La parte trasera plantada impide el retroceso. Cuando está convenientemente bajada y plegada, permite la reunión y relajación de la energía en el movimiento hacia adelante. Cuando está aligerada, permite la máxima velocidad al galope.
La grupa del caballo de silla debe ser ancha, musculosa, moderadamente inclinada y especialmente larga desde la punta de la cadera hasta la punta de la nalga. La del caballo de tiro puede ser corta. Su dirección viene dada por la línea ilio-isquial. La grupa de algunos trotones, galopadores de corta distancia y caballos de tiro es horizontal. La grupa ideal del caballo de salto debe estar inclinada entre 30° y 35° con respecto a la horizontal, para darle la línea superior y la potencia necesarias para el salto. Si está más inclinado, se dice que es «oblicuo», una cualidad buscada en el caballo de tiro. Se dice que el caballo tiene una buena grupa cuando esta es tan ancha como larga.
Ambas caderas deben estar situadas al mismo nivel, ser salientes y bien separadas. Las nalgas de las yeguas son más anchas que las de los sementales. Tras una fractura de la punta de la cadera, generalmente sin resultado desafortunado, puede aparecer un hundimiento antiestético; a esta característica se la llama «cadera hundida».

### Articulaciones
Las articulaciones del caballo solo le permiten movimientos en el eje de su cuerpo, a excepción de la articulación coxo-femoral y la del codo. Por eso, por ejemplo, el caballo se siente más cómodo marchando recto en un descenso, ya que la articulación del menudillo no tiene la flexibilidad lateral del tobillo de un hombre, que a veces es más cómodo en una posición oblicua. Algunas de las llamadas articulaciones de resorte, como el codo y el corvejón, continúan cerrándose solas después de cierto grado, evitando esfuerzos musculares.
El atlas y el axis forman una combinación única mediante un sistema de rótula y pivote gracias al cual el caballo puede mover su cabeza tanto en el eje de su cuerpo como lateralmente o en rotación.

## Juicio de la morfología de un caballo
Para juzgar la morfología de un caballo, la persona debe colocarse a 5 o 6 metros del mismo, observarlo de lado, luego de frente en su totalidad y luego por partes. Luego debe estudiarse al paso y al trote.
Este examen permite apreciar las bellezas y defectos, las proporciones del animal y detectar taras visibles. Debe complementarse con un examen manual para identificar defectos ocultos.

## Récords morfológicos

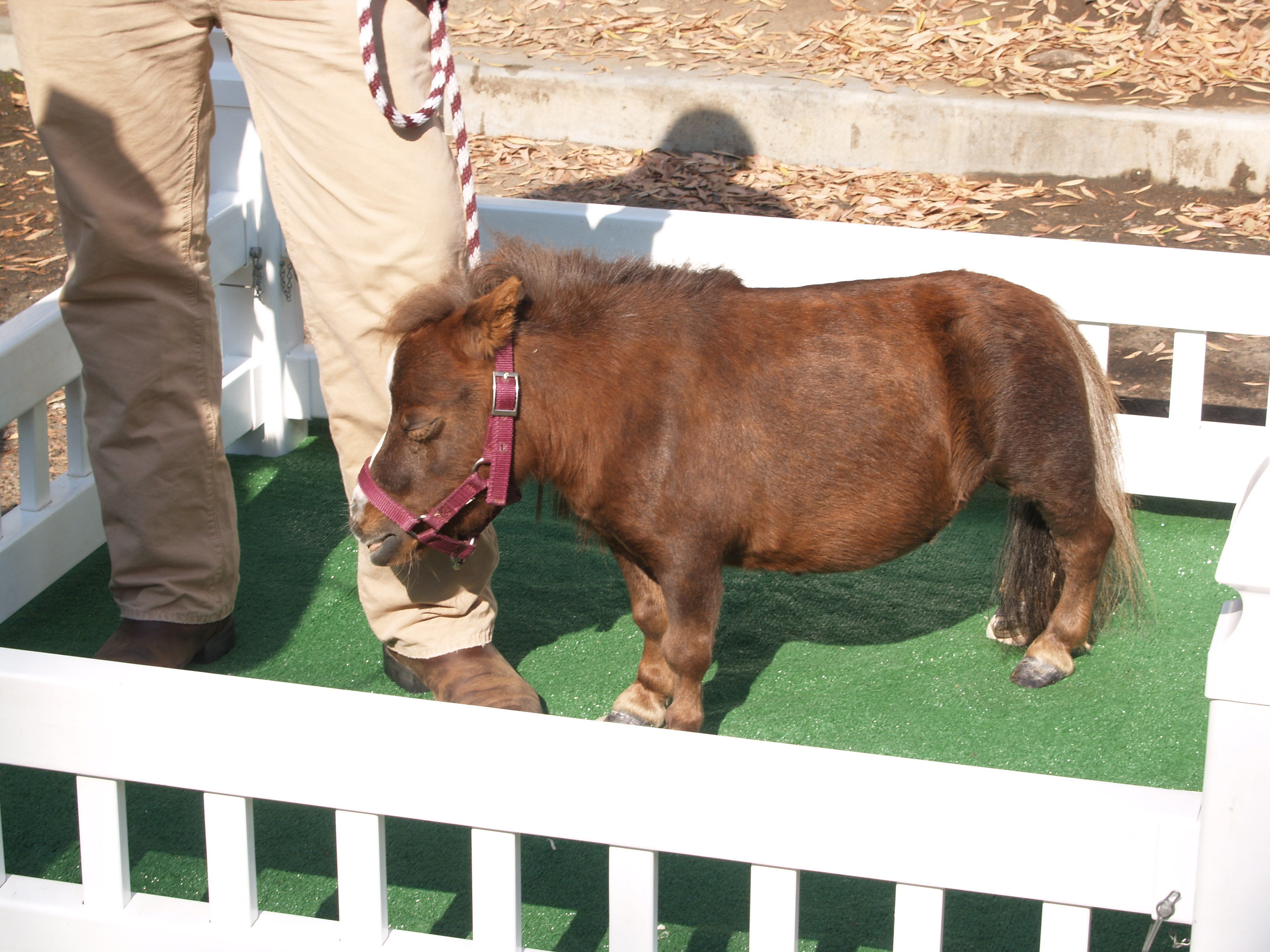
Thumbelina, con 43 cm, es el caballo más pequeño del mundo

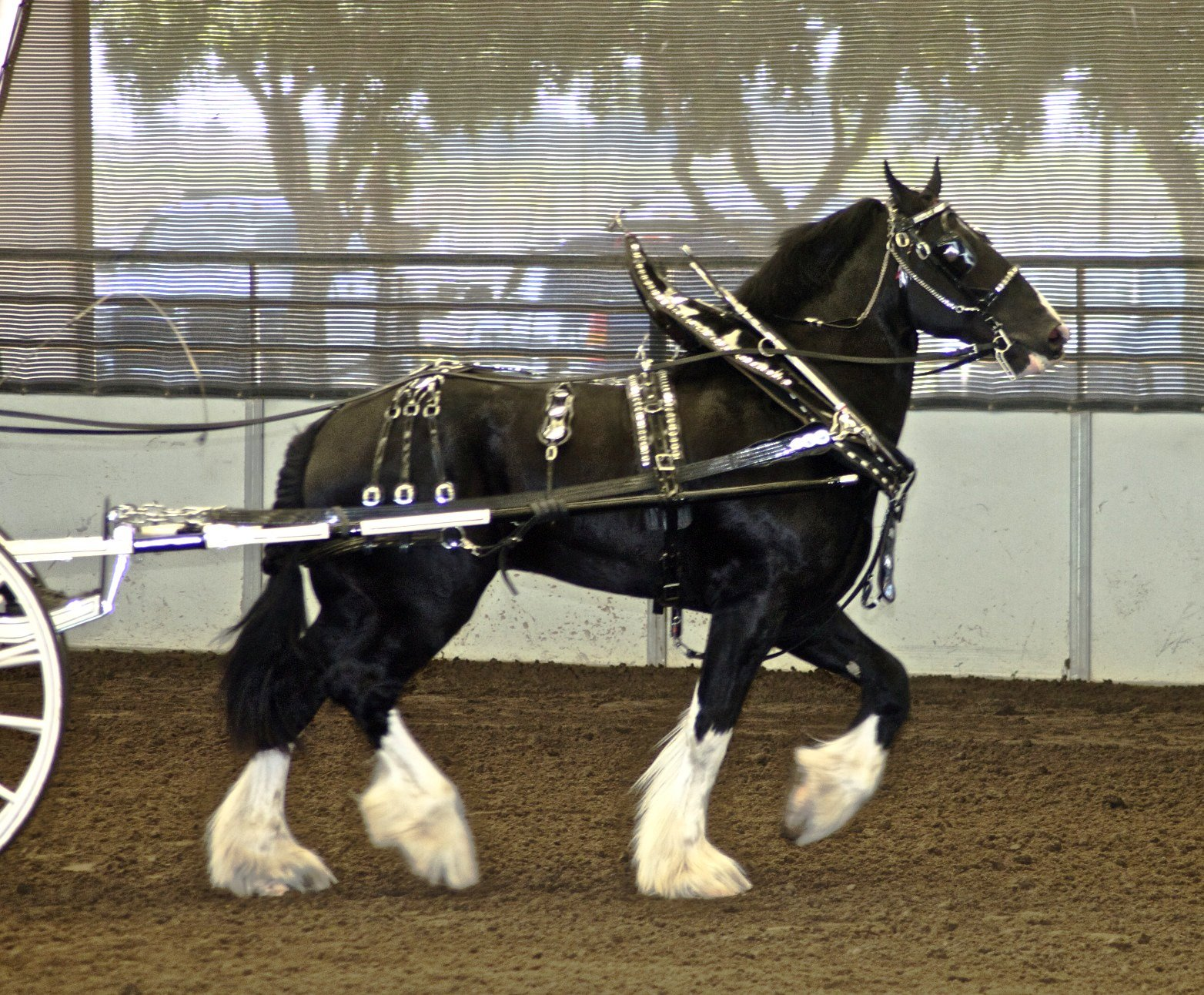
Un shire, una raza de la que Sampson fue el mayor representante jamás registrado con sus 2,19 m

Algunos caballos han pasado ingresado a la historia y al Libro Guinness de los Récords por sus peculiaridades morfológicas.

### Los caballos más pequeños
- El doctor Hamison, un veterinario de Spartanburg, Carolina del Sur, certificó que el semental Little Pumpkin, propiedad de J. Williams Jr., medía 35 cm  altura y pesaba 9 kg. El récord no fue homologado.
- Joly, una yegua nacida en la primavera de 1993 en la yeguada de Gilles Van de Walle, en Plou en Cher, fue registrada como la yegua más pequeña, con 68 cm a la edad de cinco años, el 15 de septiembre de 1998.
- El caballo más pequeño del mundo homologado actualmente es Thumbelina, con 43 cm. Anteriormente, el récord pertenecía a Sugar Dumpling. Estas dos yeguas sufren de enanismo .
- El falabella argentino, considerada una raza de caballos en miniatura, es el resultado de setenta años de cruces efectuados en un grupo de caballos pequeños descubiertos en el sur del país. La mayoría de los ejemplares adultos miden menos de 76 cm de altura y pesan entre 36 y 45 kg.

### Los caballos más grandes
- Sampson, un shire propiedad de Thomas Cleaver Toddington Mills, nacido en 1846 y rebautizado como Mammouth, sigue estando registrado como el caballo más grande que jamás haya existido, con 2,19 m.
- Tina fue catalogada como el caballo vivo más grande del mundo antes de su reciente muerte a la edad de cuatro años. Originaria de Tennessee, medía 2,06 m.
- Tritonis era un pura sangre canadiense registrado como el caballo no de tiro más grande del mundo. Era propiedad de Christopher Ewing, de Southfield, EE. UU., y murió en septiembre de 1990, a la edad de siete años. Medía 1,98 m de altura y pesaba 950 kg.

### Otros récords
- El caballo más pesado jamás registrado fue Brooklyn Supreme (1928-1948), un Brabant berlga de 1,98 m a la cruz y 1440 kg de peso.
- La crin más larga pertenecía a una yegua de California llamada Maud y medía 5,5 metros.
- La cola más larga pertenece a Summer Breeze (Kansas, EE . UU.), con 3,81 metros.